# Rudolf Ceyka
Rudolf Ceyka (* 16. März 1941 in Möllersdorf, Niederösterreich; † 11. April 1990) war ein österreichischer Fußball-Nationalspieler.

## Karriere
Der Verteidiger Rudolf Ceyka begann seine Karriere bei seinem Heimatklub SK Möllersdorf, dem er mit elf Jahren im August 1952 beitrat. Von dort wurde er im Juli 1960 von der Vienna verpflichtet, bei der er in der A-Liga sofort zum Stammspieler wurde. Bereits seine erste Saison 1960/61 mit den Döblingern war für Rudolf Ceyka aus sportlicher Sicht die Erfolgreichste. In der Meisterschaft belegte er mit dem Verein den zweiten Platz, im Rappancup wurde das Viertelfinale erreicht, wo erst unglücklich mit 3:4 nach Verlängerung gegen Ajax Amsterdam Schluss war.
Von Teamchef Eduard Frühwirth wurde Rudolf Ceyka schließlich auch in die österreichische Fußballnationalmannschaft einberufen. Im Rahmen der WM-Qualifikation '66 kam er am 31. Oktober 1965 vor knapp 100.000 Zuschauern gegen die DDR in Leipzig auch zu einem Länderspieleinsatz. Bei der Vienna blieb Rudolf Ceyka bis zur Saison 1967/68, in der den Klub der Abstieg in die Regionalliga Ost ereilte. Insgesamt hatte er bis dahin 179 Erstligapartien absolviert.

## Erfolge
- 1 × Viertelfinale Europapokal: 1961 (RC)
- 1 × Österreichischer Vizemeister: 1961
- 1 Länderspiel für die österreichische Fußballnationalmannschaft 1965

## Belege
1. ↑  Rudolf Cejka auf national-football-teams.com, abgerufen am 24. Januar 2014

| Personendaten    | Personendaten                   |
| ---------------- | ------------------------------- |
| NAME             | Ceyka, Rudolf                   |
| KURZBESCHREIBUNG | österreichischer Fußballspieler |
| GEBURTSDATUM     | 16. März 1941                   |
| GEBURTSORT       | Möllersdorf, Niederösterreich   |
| STERBEDATUM      | 11. April 1990                  |